# Collinsville (Australia)
Collinsville – miasto w Australii, w stanie Queensland.